# Đông Tân (phường)
Đông Tân là một phường thuộc thành phố Thanh Hóa, tỉnh Thanh Hóa, Việt Nam.

## Địa lý
Phường Đông Tân nằm ở phía tây thành phố Thanh Hóa, nằm vắt ngang qua hai quốc lộ là quốc lộ 45 và quốc lộ 47, có vị trí địa lý:
- Phía đông giáp các phường An Hưng và Phú Sơn
- Phía tây giáp huyện Đông Sơn
- Phía nam giáp phường An Hưng
- Phía bắc giáp phường Đông Lĩnh.

Phường có diện tích 4,42 km², dân số năm 2019 là 8.515 người, mật độ dân số đạt 1.926 người/km².

## Lịch sử
Từ thời nhà Nguyễn đến trước Cách mạng tháng Tám, xã Đông Tân thuộc tổng Quang Chiểu, gồm các thôn: Phù Lưu (làng Trầu, xã Phù Lưu), Viện Giang (làng Vèn, xã An Hoạch), An Hoạch Thượng hay Yên Hoạch Thượng (làng Nhồi Thượng, xã An Hoạch) và thôn Đông..
Năm 1977, các xã hữu ngạn sông Chu thuộc huyện Thiệu Hóa sáp nhập với huyện Đông Sơn thành huyện Đông Thiệu, xã Đông Tân thuộc huyện Đông Thiệu.
Năm 1982, huyện Đông Thiệu đổi lại là huyện Đông Sơn, xã Đông Tân lại thuộc huyện Đông Sơn.
Ngày 21 tháng 4 năm 2006, Chính phủ ban hành Nghị định 40/2006/NĐ-CP. Theo đó, thành lập thị trấn Nhồi trên cơ sở 184,34 ha diện tích tự nhiên, 4.577 người của xã Đông Hưng và 3 ha diện tích tự nhiên, 478 người của xã Đông Tân.
Sau khi điều chỉnh địa giới hành chính, xã Đông Tân còn lại 451,39 ha diện tích tự nhiên và 7.401 người.
Ngày 29 tháng 2 năm 2012, xã Đông Tân được chuyển từ huyện Đông Sơn về thành phố Thanh Hóa.
Ngày 9 tháng 12 năm 2020, Ủy ban Thường vụ Quốc hội ban hành Nghị quyết 1108/NQ-UBTVQH14 về việc thành lập các phường thuộc thành phố Thanh Hóa (nghị quyết có hiệu lực từ ngày 1 tháng 2 năm 2021). Theo đó, thành lập phường Đông Tân trên cơ sở toàn bộ 4,42 km² diện tích tự nhiên và 8.515 người của xã Đông Tân.

## Văn hóa

### Di chỉ khảo cổ học
Di chỉ Bãi Vác: Di chỉ khảo cổ học được phát hiện tại cánh đồng Bãi Vác. Vốn là bãi tha ma, dân địa phương đã đào một mộ hợp chất và nhặt nhiều gốm thô; đào thám sát 4m², tầng văn hoá dày từ 0,40 m đến 0,60 m, có nhiều gốm và than tro, có một chân chạc gốm.

### Di tích
- Đền thờ tiến sĩ Trần Bá Tân: di tích lịch sử văn hoá cấp tỉnh[6]
- Đền thờ tiến sĩ Lê Vinh.[3]
- Đền thờ tiến sĩ Lại Đăng Tiến.[3]
- Đền thờ tiến sĩ Lê Dị Tài.[3]
- Đền thờ thám hoa Nguyễn Thế Khanh.[3]
- Chùa Báo Ân (xây từ thời Lý).
- Chùa Hinh Sơn.
- Núi Nhồi: là di tích lịch sử, thắng cảnh thuộc địa bàn hai phường Đông Tân và An Hưng.
- Kênh Nhà Lê: là tuyến đường thủy đầu tiên trong lịch sử Việt Nam từ kinh đô Hoa Lư đến Đèo Ngang và được xem là tuyến đường Hồ Chí Minh trên sông vì những đóng góp cho các cuộc chiến tranh của người Việt.

### Danh nhân
- Trần Bá Tân (Trần Bá Tiên ???), đỗ tiến sĩ khoa Bính Thìn (1736) [3]
- Lê Vinh, đỗ tiến sĩ khoa Bính Thân (1656) [3]
- Lại Đăng Tiến, đỗ tiến sĩ khoa Tân Sửu (1661).[3]
- Lê Dị Tài, đỗ tiến sĩ khoa Bính Thìn (1676).[3]
- Nguyễn Thế Khanh, đỗ thám hoa khoa Đinh Sửu (1637).[3]

## Kinh tế - xã hội
Kinh tế của phường Đông Tân khá phát triển do có nghề khai thác đá để sản xuất đá mỹ nghệ xuất khẩu và sản xuất vật liệu xây dựng.
Trên địa bàn phường có 1 trường tiểu học, 1 trường trung học cơ sở và 1 trường trung học phổ thông dân lập.